# Kreativizam (religija)
Kreativizam je panteistička, etnocentrička religija koju je osnovao 1973. godine Ben Klassen izdavanjem knjige Vječna Religija Prirode. Poznata je kao "antisemitska, rasistička i protukršćanska religija."

## Etimologija
Sljedbenici ove religije nazivaju se kreativistima, a organizacija je u nekoliko navrata mijenjala ime. U začetku, organizacija se zvala Crkva Kreatora (Church Of The Creator), koje je 1996. godine promijenila u World Church Of The Creator, kada je na njezino čelo došao Matt Hale. 2003. godine odlukom saveznog suda u gradu Chicago, glede prava korištenja imena, organizacija je morala promijeniti ime, i od tada nosi naziv Kreativistički Pokret (The Creativity Movement).
Simbolizam riječi kreator (Creator) u nazovu originalne crkvene ne odnosi se na božanstvo, već referira na bijelu rasu kao stvaratelja većine spomena vrijednih civilizacija, što je opisano u knjizi Vječna Religija Prirode : mi nazivamo svoju religiju Kreativizam, a pripadnike kreativistima ili kreatorima, jer mi vjerujemo, da je tim riječima u načelu najbolje opisati karakteristični duh bijele rase.''

## Vjerovanja

### 16 načela kreativizma
Kreativizam ima 16 načela kreativizma koje određuju ponašanje svojih sljedbenika.
1. Dužnost je i sveta odgovornost svake generacije da osigura vječnu opstojnost Bijele rase na Zemlji.
2. Budite plodni i množite se. Pomognite napučiti svijet svojom vrstom. Naš je sveti cilj ispuniti svijet samo s Bijelim ljudima.
3. Upamtite da su obojene rase vaši smrtni neprijatelji, te da je od svih najopasnija židovska rasa. Naš je cilj raširiti Bijelu rasu, a potisnuti naše neprijatelje.
4. Vaša vodilja kod svakog postupka mora biti: Što je najbolje za Bijelu rasu?
5. Održat ćete svoju rasu čistom. Rasno miješanje je podmukli zločin protiv prirode i protiv svoje rase.
6. Lojalnost Bijeloj rasi dolazi na prvom mjestu.
7. U poslu uvijek preferirajte pripadnike svoje rase. Odustanite od poslovanja sa Židovima čim prije. Ne zapošljavajte obojene rase. Imajte društvene odnose samo s pripadnicima svoje rasne obitelji.
8. Izbacite židovski utjecaj iz svog društva. Marljivo radite na izgradnji Bijelog svijeta.
9. Rad i kreativnost su naše vrline. Mi rad smatramo plemenitim, a našu volju za rad blagoslovom za našu rasu.
10. Odlučite u ranoj mladosti da ćete tokom života učiniti barem jednu veliku stvar za svoju rasu.
11. Štitite čast svoje rase u svakom trenutku.
12. Naša je dužnost i čast pratiti prirodni plan napretka naših budućih generacija.
13. Poštovat ćete i štititi instituciju obitelji, i držati ju svetom. To je trenutna karika u dugom zlatnom lancu Bijele rase.
14. Kroz život ćete vjerno slijediti naše načelo Krvi, Zemlje i Časti. Prakticirajte ga marljivo, jer ono je srce naše vjere.
15. Kao ponosni pripadnici Bijele rase, mislite i djelujte pozitivno, budite hrabri, uvjerljivi i agresivni. Konstruktivno koristite svoje kreativne sposobnosti.
16. Mi, kao rasni drugovi, odlučni smo u tome da postanemo potpuni i bezuvjetni gospodari vlastite sudbine

### Moralna načela i osobine
Kreativizam osim 16 načela, također određuje i moralna načela i osobine osoba koje prakticiraju kreativizam. Odbacuje kršćanski moralni sustav i vrijednosti.

Osobine osobe koja je kreativist
1. Kreativist stavlja lojalnost prema svojoj rasi ispred svih ostalih lojalnosti.
2. Kreativist je odgovoran, produktivan i konstruktivan.
3. Kreativist cijeni čast i samopoštovanje, i štitit će svoju čast, čast svoje rase, i čast svoje obitelji pod svaku cijenu.
4. Kreativist prepoznaje ljubav i mržnju kao dvije najjače sile u životu: da su oba osjećaja zdravi i nužni za život, te da bi posjedovanje samo jednog, a biti lišen drugog osjećaja, značilo da je osoba osakaćena kao i ptica bez jednog krila.
5. Kreativist shvaća da ljubav i mržnja, kako bi bile konstruktivne, moraju biti usmjerene u pravom smjeru, inače postaju destruktivne i suicidalne.
6. Kreativist stoga radi razliku između njegovih voljenih i njegovih neprijatelja. On voli i pomaže pripadnike svoje rase, a mrzi svoje neprijatelje, crnce, Židove i ostale niže rase.
7. Kreativist je energičan, agresivan, optimističan i požrtvovan za najbolje interese svojih ljudi.
8. Kreativist teži tome da uvijek bude fizički zdrav i održava svoje tijelo u najboljem stanju.
9. Kreativist je radoznao, pustolovan, i ima snažnu volju za životom.
10. Kreativist je čvrst, žilav, uporan, neukrotiv i nepobjediv, kao što su bili stari Rimljani.
11. Kreativist je praktičan, priseban, i koncentrira se na ciljeve i aktivnosti koje su značajne i vrijedne.
12. Kreativist je hrabar i odvažan, i uvijek predstavljan uzor svojim ljudima.
13. Kreativist visoko cijeni stav, teži tome da stalno održava zdrav, pozitivan i dinamičan stav prema životu.
14. Kreativist stvara i postiže.
15. Kreativist riješava probleme.

Što kreativist nije
1. Kreativist nije lakovjeran, ne prihvaća olako razne izjave, vjerovanja, predpostavke i nagađanja za koja po njemu nema dovoljno dokaza, ili su nelogična s obzirom na njegovo iskustvo.
2. Kreativist nije praznovjeran i odbija vjerovanje u nadprirodno. Ne će gubiti vrijeme misleći na izmišljene pojave, duhove, bogove ili demone.
3. Kreativist nije zainteresiran za budućnost drugih rasa, i smatra da je miješanje rasa neprirodno.
4. Kreativist smatra seksualne devijacije neprirodnima.
5. Kreativist se ne žali, ne tone u očaj, već se suočava s problemima, pronalazi njihove uzroke, i odlučno ih riješava.

### Zlatno pravilo
Zlatno pravilo kreativizma glasi: Što je najbolje za bijelu rasu? Ono što je dobro za bijelu rasu je najviša vrlina; ono što je loše za bijelu rasu je najveći grijeh.

### Rasni socijalizam
Ben Klassen je usvojio termin rasni socijalizam kako bi opisao političku ideologiju kreativizma. Kritizirao je demokraciju, vjerujući da snažni, efikasni lideri moraju imati mogućnost vladavine. U smislu rasnog socijalizma, bijelci bi surađivali prema ostvarenju zajedničkog cilja, bez mastodontskog ekonomskog utjecaja države, kao što je to bio slučaj u SSSR-u. Ben Klassen je naglašavao da većina ljudi ima krivu percepciju glede toga što socijalizam ili kolektivizam zapravo predstavlja. Smatrao je da je termin zloupotrebljavan od strane Židova, konzervativaca i kršćana do te mjere da bi mogao predstavljati bilo što. Prema Benu Klassenu, taj ekonomski sustav bi obuhvaćaju državno upravljanje osnovnim ekonomskim resursima, poput vodoopskrbe, električne energije, teške industrije, grana koje su od vitalnog značaju za dobrobit zajednice. Istovremeno, zalažu se za privatno vlasništvo manjih gospodarskih subjekata. Rasni socijalizam, kakvog promovira kreativistički pokret, je pojednostavljeno zajednički rad prema usavršavanju dobrobiti cijele rase, predvođen sposobnim individualnim vođama.

### Zakoni prirode
Kreativisti vjeruju da su sve stvari pod utjecajem vječnih zakona prirode. Zakoni prirode su prema njima nepromjenjivi i nemilosrdni. Smatraju da je jedan od značajnih zakona prirode i zakon o opstanku najsposobnijih, odnosno onih koji imaju najiše volje za opstankom. Također su pobornici darvinističkih teorija evolucije.

## Unutarnja organiziranost
Ben Klassen je opisao organizacijsku strukturu organizacije kao monolitnu i autoritativnu. Većinu ovlasti u crkvi ima osoba koja nosi titulu Pontifex Maximus. Ona obnaša dužnost u terminu od 10 godina. Prvi Pontifex Maximus bio je Ben Klassen, u dva termina, od 1973. do 1993. zatim je tu dužnost vršio Rick McCarthy, te nakon toga Matt Hale. Od 2006. godine nitko ne obnaša tu funkciju. Kreativistički pokret sastoji se od nacionalnih ogranaka u raznim državama, osim najbrojnige ogranka u SAD-u, također imaju ogranke u Kanadi, Australiji, Novom Zelandu, Velikoj Britaniji, Italiji, Francuskoj, Njemačkoj, Islandu,Ukrajini, Slovačkoj, Hrvatskoj, Poljskoj, i drugim zemljama.  

## Religijske knjige
- Vječna religija prirode
- Biblija bijelog čovjeka
- Zdravi život
- Revolucija vrijednosti kroz religiju
- Širenje kreativizma
- Izgradnja bijelijeg i ljepšeg svijeta
- RAHOWA! Ovaj planet je naš
- Na rubu krvavog rasnog rata
- Protiv zle plime (Klassenova autobiografija)
- Mala bijela knjiga
- Suđenja, nevolje i trijumfi

## Vanjske poveznice
- Kreativistički pokret Hrvatska, pristupljeno 6. prosinca 2014.